# Historia de Palaos

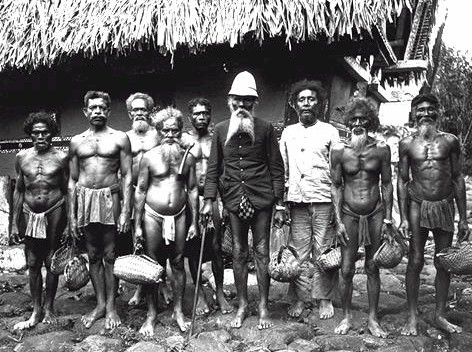
Jefes koror, 1915

Los primeros habitantes de Palaos pertenecían a la importante ola migratoria austronesia que se inició en torno a 5000 años a. C. desde el este de Asia y las Islas Filipinas hacia Nueva Guinea y el archipiélago Bismarck. Se supone que desde ahí, viajaron a las islas Palaos entre 4000 y 3000 años a. C.
Los restos arqueológicos más antiguos son fragmentos de alfarería y restos de ritos funerarios pertenecientes a la cultura lapita, cuya datación no supera 1000 años a. C. La construcción de los grandes bancales del interior de las isla no superarían el periodo comprendido entre 800 y 1200 años a. C. Dentro de sus huellas se encuentran varias ruinas de piedra, y monolitos en Ngarchelong.
El explorador español Ruy López de Villalobos descubrió estas islas en 1543, pero los europeos no pusieron mucho más interés en ellas hasta siglos más tarde. Los visitantes mayoritarios en el siglo XVIII fueron comerciantes británicos.
En el siglo XIX, España pidió arbitraje al Papa León XIII contra Alemania, quien había ocupado la isla de Yap; tras esto, España comenzó a ejercer su influencia en la región. Tras la derrota de España en la Guerra Hispano-Estadounidense, España vendió Palaos y casi todas las demás Islas Carolinas a Alemania en 1899. Su control fue transferido a Japón en 1914, quien ejerció la administración de las islas por mandato de la Sociedad de Naciones desde 1920. Durante la Segunda Guerra Mundial las islas fueron tomadas por Estados Unidos (1944), destacando la Batalla de Peleliu, ocurrida entre el 15 de septiembre y el 25 de noviembre en la que murieron más de 2.000 estadounidenses y 10 000 japoneses. Las islas pasaron formalmente a jurisdicción estadounidense bajo el auspicio de las Naciones Unidas en 1947 como parte del Territorio de Fideicomiso de las Islas del Pacífico.
Cuatro de los distritos del Fideicomiso formaron un estado federado micronesio en 1979, pero los distritos de Palaos y las Islas Marshall rehusaron participar. Palaos, el grupo más occidental de las Islas Carolinas, optó en cambio por un estado independiente en 1978, aprobó una nueva constitución y se convirtió en la República de Palaos en 1981, y firmó un Pacto de Libre Asociación con los Estados Unidos en 1982. Tras ocho referendos y una enmienda a la constitución de Palaos, el Pacto fue ratificado en 1993 y entró en vigor el 1 de octubre de 1994, haciendo a Palaos independiente de jure (aunque lo era de facto desde el 25 de mayo de 1994, cuando se canceló el fideicomiso).
En 1998, el Senado aprobó la legislación para convertir a Palaos en un centro financiero insular. En 2001, Palaos aprobó las primeras regulaciones para bancos y leyes anti-blanqueo de dinero.